# Archidiocèse de Poitiers
L'archidiocèse de Poitiers (en latin : Archidioecesis Pictaviensis) est un archidiocèse métropolitain de l'Église catholique en France. Le siège épiscopal est à Poitiers.
Érigé au IIIe siècle, le diocèse de Poitiers est le diocèse historique du Poitou. Depuis le concordat de 1801, il s'étend sur deux départements, les Deux-Sèvres et la Vienne.
Il a été élevé au rang d’archidiocèse en 2002, avec comme diocèses suffragants ceux d'Angoulême, La Rochelle et Saintes, Limoges et Tulle.
Depuis le 14 janvier 2025, l'archevêque est Jérôme Beau.

## Histoire

### Les débuts mouvementés du diocèse de Poitiers

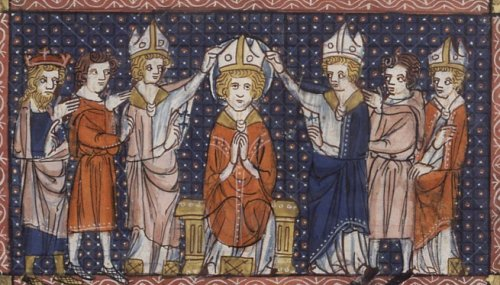
Hilaire de Poitiers.

À l'époque gallo-romaine, les territoires diocésains sont fondés en s'appuyant sur les cités organisées par les Romains. Celle des Pictons, dénommés ensuite Pictaves a été évangélisée très tôt. L'histoire du christianisme en Poitou est très obscure jusqu'à l'épiscopat d'Hilaire de Poitiers, premier évêque réellement attesté de la cité au IVe siècle. Celui-ci mène une action énergique en faveur de l'orthodoxie chrétienne. Protecteur de saint Martin, il l'aide à fonder l'abbaye de Ligugé, une des premières de France. Il est enseveli dans l'église qui porte son nom.
À la chute de l'Empire romain, plusieurs peuples s'installent en Poitou dont les Wisigoths qui réunissent le territoire au royaume d'Aquitaine au IVe siècle. En 507, la bataille de Vouillé marque le début de la domination franque sur la région, avec Clovis à sa tête. Les Francs s'installent en Poitou dès l'époque des Mérovingiens et jusqu'au début de l'époque carolingienne.
Sous les Mérovingiens, le Poitou connaît une forte instabilité, dépendant successivement des différents royaumes du nord de la France, disputé dans des guerres au cours desquelles le pays est ravagé. Poitiers est alors une ville importante, sainte Radegonde, l'épouse de Clotaire, s'y retire et y fonde l'abbaye Sainte-Croix vers 544. Un proche de celle-ci, Venance Fortunat, poète de l'époque, est consacré évêque de Poitiers vers l'an 600.
Le Poitou est administré sous Dagobert Ier au même titre que l'ensemble du royaume franc. L'Aquitaine est ensuite cédée à son frère Caribert, puis à ses descendants. Rattaché à l'Austrasie, puis à la Neustrie, il est cependant surtout gouverné par ses évêques, qui appartiennent à la famille de Léodegaire. Ceux-ci prennent part aux troubles du nord du royaume, tel Dido et Ansoald.
En 732, les Omeyyades organisent l' invasion du territoire au nord des Pyrénées, menés par le général Abd al-Rahman, général et chef des armées musulmanes, leur chevauchée n'est interrompue que par les armées de Charles Martel à la bataille de Poitiers.

### Le diocèse dans le Poitou des comtes-ducs
Sous les Carolingiens, le Poitou devient un comté dont le premier comte fut Abbon. Cependant, cela n'épargne pas à la région de subir des troubles en raison du partage de l'Empire par Louis Ier entre ses fils.
Les Vikings menés par leur chef Hasting attaquent, puis occupent à la fin du VIIIe siècle les îles du Bas-Poitou, Yeu et Noirmoutier. Ils s'en servent ensuite de bases arrière pour leurs actions, en remontant les cours des fleuves et réseaux hydrographiques de l'Ouest de la France, détruisant les monastères de Luçon et de Saint-Michel-en-l'Herm, et jusqu'à piller Melle et Poitiers de 852 à 865. En effet, les Vikings dévastèrent Poitiers en 857, incendièrent l'église Saint-Hilaire en 863, et forcèrent la ville à payer rançon. Poitiers fut encore brûlée en 865.
Le territoire poitevin a souffert de diverses amputations au cours des siècles. Au milieu du IXe siècle , ce sont les Bretons qui s'emparent du pays de Retz, rattaché alors au Pays nantais. Avec les invasions normandes et les attaques des comtes d’Anjou au Xe siècle, les pays d’Herbauges et une grande partie de ceux de Tiffauges et des Mauges sont séparés du diocèse de Poitiers et du Poitou.
De 975 à 1086, la famille des Isembert, ainsi nommée par les historiens, forme une dynastie d'évêques qui monopolise le siège épiscopal de Poitiers, avec l'accord des comtes de Poitiers.
Au XIe siècle, et surtout au XIIe siècle, le Poitou a connu un élan de construction de monuments religieux dans un contexte d'épanouissement de l'art roman dont il reste de nombreux témoignages aujourd'hui.
Au début du XIe siècle, un incendie détruit une partie de la ville de Poitiers. Le comte Guillaume III de Poitiers, dit aussi duc Guillaume V d'Aquitaine, fait reconstruire la cathédrale en 1018. Des conciles se tiennent à Poitiers en 1000 et 1023. Comme leurs deux prédécesseurs Guillaume III et Guillaume IV d'Aquitaine, les comtes-ducs se retirent dans des monastères tels que Saint-Maixent ou Maillezais pour finir leurs jours. Guy-Geoffroy, connu sous le nom Guillaume VIII d'Aquitaine est un comte-duc guerrier. Cependant, il connait des démêlés avec l'Église, d'où un concile à Poitiers le concernant. Ayant de bons rapports avec l'évêque de Poitiers et le roi de France, il se tire d'affaire. Il est à l'origine de la construction pour des moines clunisiens de Saint-Eutrope de Saintes et de l'abbaye Saint-Jean de Montierneuf à Poitiers.
Son fils, Guillaume IX d'Aquitaine est en conflit presque constant avec la papauté. Excommunié une première fois pour avoir soutenu Philippe Ier contre le pape, il l'est de nouveau pour avoir enlevé la vicomtesse de Châtellerault et avoir eu une scène violente avec l'évêque. Guillaume X d'Aquitaine subit l'influence de Gérard, évêque d'Angoulême qui l'entraîne du côté d'Anaclet contre Innocent II dans le schisme qui déchire alors la chrétienté. L'évêque de Poitiers, partisan d'Innocent, est chassé. La fille de Guillaume, Aliénor ou Éléonore épouse le fils du roi de France Louis VI. En 1152, cette dernière divorce de Louis VII pour épouser Henri Plantagenêt, comte d'Anjou puis roi d'Angleterre. Ensemble, ils sont à l'origine de la construction de la cathédrale Saint-Pierre de Poitiers à partir de 1160. Après la domination d'Aliénor et de ses fils sur le Poitou, celui-ci passe sous l'autorité des rois de France avec Philippe-Auguste. Il est l'objet de conflits entre l'Angleterre et la France jusqu'en 1259. C'est Alphonse de Poitiers qui gouverne le Poitou à partir de cette date.
Lors de la guerre de Guyenne, Philippe le Bel signe la paix par l'intervention du pape Clément V à Poitiers, deux entrevues entre le roi et le pape s'y déroulent au sujet de l'affaire des templiers en 1306-1308. En 1308, le pape demeure à Poitiers pendant plusieurs mois.

### Une réduction au Haut-Poitou
Par la bulle Salvator Noster du 13 août 1317 de Jean XXII, le diocèse est démembré avec la création de ceux de Luçon et de Maillezais en raison principalement de l'extension territoriale de celui-ci et de l'augmentation considérable du nombre de ses habitants, atteignant presque un million de personnes. En effet, l'évêque ne pouvait alors fournir tous les services spirituels nécessaires pour son diocèse. Les abbayes de Luçon et de Maillezais deviennent ainsi deux évêchés. Luçon reçoit la partie occidentale du diocèse de Poitiers, et Maillezais la partie médiane. Il se retrouve ainsi réduit au Haut-Poitou. Les choix des nouveaux évêchés s’appuient notamment sur la forte implantation monastique qui a insufflé au sud du Bas-Poitou un remarquable dynamisme. Ces créations ne sont pas des faits isolés : elles font partie d'un mouvement plus important de réorganisation de l'administration pontificale menée par le pape, qui aboutit à un total de seize nouveaux évêchés dans le sud de la France entre le 11 juillet 1317 et le 7 avril 1318.

### Un territoire de conflits
La guerre de Cent Ans est une période d'épreuves pour le territoire diocésain car s'il est l'objet de peu de batailles, il n'en est pas moins la cible des pillages.
En 1360, le traité de Brétigny cède le Poitou à l'Angleterre. L'évêque de Poitiers, Aymeri de Mons, refuse le serment de fidélité. Le Prince Noir fait son entrée dans Poitiers en 1362. Mais les Anglais en sont chassés en 1373 par Du Guesclin. En 1417, Poitiers devint pour quatorze ans l'une des villes où s'est établie la cour du roi de France, et pour cela est définitivement rattachée au domaine royal. Après qu'elle s'est présentée à Charles VII à Chinon en 1429, c'est dans cette ville que Jeanne d'Arc est soumise à un interrogatoire par les autorités ecclésiastiques. Le roi y fait installer une université, instituée par une bulle du pape Eugène IV le 28 mai 1431, et les lettres patentes du 16 mars 1422. Elle comprend quatre facultés en théologie, droit, médecine et arts. À l'issue de la guerre, et Paris reprise aux Anglais, la vie de cour se retire de la ville.
À la fin du XVe siècle, le diocèse de Poitiers s'illustre avec Pierre III d'Amboise, nommé évêque par Louis XI en 1481. Celui-ci est conseiller du roi Charles VIII. Souvent en désaccord avec le chapitre, il se consacre à la réparation des églises et monastères de son diocèse (comme l'abbaye Saint-Jouin de Marnes où il fait reconstruire le monastère et le cloître du XIIe siècle), ainsi qu'à la reconstruction du château de Dissay sur les bords du Clain. Il devint par la suite une résidence pour l'évêque de Poitiers jusqu'à la Révolution. En ce lieu, il y fonda une collégiale.
Au début du XVIe siècle, le diocèse est traversé par les idées religieuses nouvelles de la Réforme, et les querelles qui en découlent. En effet, Calvin en 1534 se lie avec plusieurs personnes appartenant à l'université, au palais ou au clergé. Des répressions ont lieu contre les huguenots dans les années qui suivent. Ceux-ci le 27 mars 1559 pillent le couvent des Jacobins. En 1562, ils se rendent maîtres de Poitiers. Les églises y sont pillées et ravagées comme à Châtellerault. L'armée royale s'empare de la capitale poitevine le 1er août 1562, et les habitants sont désarmés, comme dans d'autres villes de la région. En 1568, les troubles recommencent. Condé et Coligny occupent La Rochelle et le Bas-Poitou, base arrière afin de prendre le contrôle du Poitou et notamment de Poitiers. La région connaît beaucoup de sièges et de massacres. En 1569, les huguenots s'emparent de petites villes autour de Poitiers, et tentent le siège de la capitale en vain le 24 juillet. Les protestants sont obligés d'abandonner le Poitou, puis s'implantent en Bas-Poitou à partir de La Rochelle. À l'issue de la Saint-Barthélemy, la peur amène beaucoup de conversions. Les guerres de Religion prennent un caractère de plus en plus politique, et les années 1570 à 1580 sont rythmées par les avancées des catholiques et des protestants dans la région incarnés par des chefs comme Henri de Navarre et Condé. En septembre 1577, l'édit de Poitiers accorde le droit au culte réformé dans les faubourgs, et dans les lieux occupés par les huguenots. Le 16 juin 1594, un autre édit rétablit le culte catholique seul à Poitiers et dans les autres villes. L'édit de Nantes permet la mise en place de villes de sûreté pour le culte réformé en Poitou.
Sous le règne d'Henri IV, la paix revient en Poitou. En 1604, les Jésuites s'installent à Poitiers sur l'ordre du roi. La compagnie entre en possession du collège fondé en 1522. Cependant, sous le règne de Louis XIII, en septembre 1615, les huguenots pillent les régions de Châtellerault et Chauvigny. Les conflits religieux amènent de nouveaux troubles, le parti protestant étant fort dans le Poitou. En 1622, Louis XIII vient dans la province afin de lutter contre l'influence de Benjamin de Rohan. Celui-ci s'enfuit, et le traité de Montpellier met fin aux hostilités en 1623. Avec Richelieu, Poitiers est le siège du gouvernement pendant le siège de La Rochelle du 29 novembre 1627 au 28 novembre 1628. En même temps, en juin 1628, une assemblée du clergé de France se réunit à Poitiers et accorde au roi un subside de 3 millions pour le siège de La Rochelle. Pendant cette période, Henri-Louis Chasteigner de la Roche-Posay est évêque de Poitiers. Sous son épiscopat, de nombreux calvinistes professent la foi catholique. Il est l'auteur de nombreux ouvrages de théologie, d'éthique, de commentaires de l'Écriture Sainte, ainsi que d'un livret des litanies des saints du Poitou.

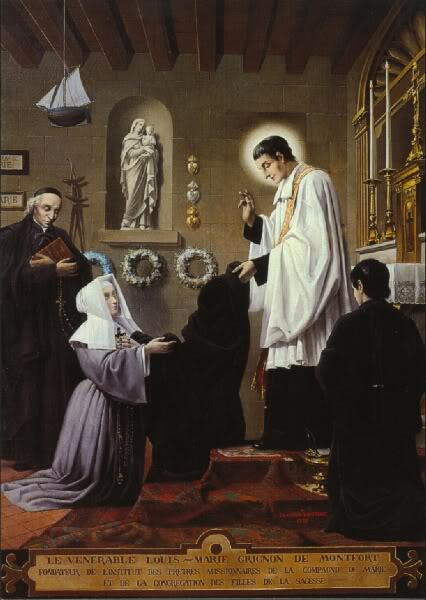
Marie-Louise Trichet et Louis-Marie Grignion de Montfort.

La période des conflits religieux en Poitou est aussi l'occasion de l'exil d'un nombre assez important de Poitevins, souvent au départ du port de La Rochelle, pour chercher fortune vers les Antilles et La Réunion, le Québec, l'Acadie et la Louisiane.
La Fronde a un retentissement faible dans le Poitou. Les rigueurs de Louis XIV vis-à-vis des protestants s'y manifestent par contre fortement. Des temples sont détruits, et la région est traversée par les épisodes de dragonnades. Les dragons sont employés tant à convertir par force qu'à poursuivre ceux qui se réfugient dans les bois. Hardouin Fortin de La Hoguette, évêque de Poitiers, fait en sorte pendant son épiscopat de convertir « des milliers de calvinistes ».
Dans le contexte des famines et des épidémies qui marquent la fin du règne de Louis XIV, Marie-Louise Trichet de Poitiers, est fondatrice avec saint Louis-Marie Grignion de Montfort des Filles de la Sagesse en 1703 dans le but d'évangéliser les pauvres, elle a été béatifiée en 1993 par le pape Jean-Paul II.

### Les bouleversements de la Révolution

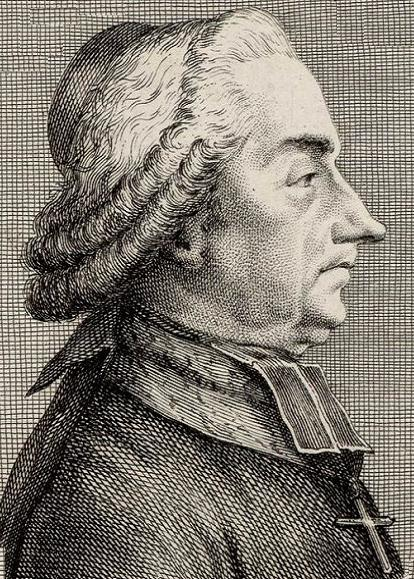
Martial-Louis de Beaupoil de Saint-Aulaire.

En 1789, aux États généraux, Martial-Louis de Beaupoil de Saint-Aulaire, évêque de Poitiers, se montre dans l'Assemblée préparatoire de son ordre tenue à Poitiers pour la rédaction des cahiers, très opposé aux prétentions du bas-clergé défendues par l'abbé Jacques Jallet qui sera élu député le 1er avril. Il siège parmi les plus obstinés défenseurs de l'ancien régime et se montre, dès le début, l'adversaire de toutes les innovations et de toutes les réformes proposées dont la Constitution civile du clergé.
En conséquence de cette dernière, de 1790 à 1801, Poitiers est le siège épiscopal du diocèse du département de la Vienne, un des quatre-vingt-trois diocèses de l'Église constitutionnelle. Le 27 février 1791, un évêque constitutionnel est élu pour le département de la Vienne en la personne de René Lecesve, qui meurt le 22 avril 1791 d'une crise cardiaque. Son décès imprévu laisse vacant le siège épiscopal de la Vienne. Charles Montault-Désilles est élu le 4 septembre 1791, par une assemblée présidée par son frère Pierre Montault-Désilles et tout acquise à sa candidature.
La partie occidentale du diocèse de Poitiers devient le diocèse des Deux-Sèvres dont le siège épiscopal est l'abbaye de Saint-Maixent. L'évêque Jean-Joseph Mestadier (1791-1801) s'affaire à traquer les nobles et les insermentés. En 1793, il accepte sa déprêtrisation et se démet en novembre 1793. Après la Terreur, il tente de récupérer son siège épiscopal en vain.

### Le diocèse auXIXesiècle
Avec le concordat de 1801, ratifié par le pape par la bulle Ecclesia Christi du 15 août 1801, le diocèse est réagencé, et couvre les deux départements de la Vienne et des Deux-Sèvres. À l'occasion de ce concordat, ce sont 93 paroisses, qui avaient appartenu au diocèse de Maillezais qui réintègrent celui de Poitiers, en même temps que quelques paroisses de l'ancien diocèse de Saintes, issues des archiprêtrés de Surgères et de Mauzé.
L'évêque de Poitiers Jean-Baptiste-Luc Bailly s'emploie à réparer les maux matériels et moraux de la période révolutionnaire dans son diocèse confronté notamment à la Petite Église des Deux-Sèvres. Il réinstalle par un mandement le chapitre de chanoines de sa cathédrale. Le suivent des évêques proches du pouvoir impérial, dont Sylvestre-Antoine Bragouse de Saint-Sauveur qui administre le diocèse de 1809 jusqu'à la Restauration sans jamais recevoir la confirmation épiscopale de la part du pape Pie VII.
Le diocèse de Poitiers est marqué par le martyre de deux missionnaires au Tonkin : Jean-Charles Cornay, déclaré Vénérable le 19 juin 1840 par Grégoire XVI, inscrit au martyrologe le 2 juillet 1899 par Léon XIII, béatifié par Léon XIII le 27 mai 1900. Théophane Vénard (admiré par Thérèse de Lisieux), déclaré bienheureux le 2 mai 1909, par le pape Pie X. Ils sont tous deux canonisés par le pape Jean-Paul II le 20 juin 1988, parmi les 117 martyrs du Viêt-Nam,.

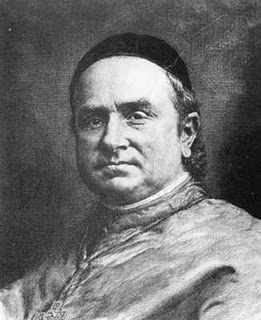
Louis-Édouard Pie.

Le diocèse est mis en lumière à la fin du XIXe siècle par la personnalité de Louis-Édouard Pie. Celui-ci contribue à faire décerner à saint Hilaire et plus tard à saint François de Sales le titre de docteur de l'Église. Il est un défenseur de la doctrine catholique et combat le libéralisme contemporain. Il s'emploie à faire reprendre la célébration des conciles provinciaux. Tenu en rigueur par le pouvoir civil, il défend les droits de l'Église et du Saint-Siège notamment dans le cadre de l'annexion des territoires des États pontificaux par le royaume d'Italie en 1870. Dans son diocèse, il érige de nouvelles paroisses. II fait venir dans son diocèse des congrégations religieuses. Promoteur des sciences ecclésiastiques, il crée une faculté de théologie catholique de l'université de Poitiers. En 1879, le pape Léon XIII le crée cardinal.

### De diocèse à archidiocèse
Le 1er septembre 1973, la commune du Puy-Saint-Bonnet à l'occasion de son intégration à la commune de Cholet, est par la même occasion intégrée au département de Maine-et-Loire. Elle est rattachée au diocèse d’Angers le 1er septembre 1974.
En 2002, le diocèse de Poitiers est élevé au rang d'archidiocèse métropolitain. Il a depuis pour suffragants les diocèses d'Angoulême, Limoges, La Rochelle et Tulle. La province ecclésiastique de Poitiers couvre ainsi les deux anciennes régions administratives de Poitou-Charentes et du Limousin. Albert Rouet en devient le premier archevêque.
De 2012 à 2024, Pascal Wintzer est l'archevêque de Poitiers.

## Abus sexuels
En décembre 2022, Pascal Wintzer annonce dans un communiqué qu'il a « promulgué une censure à l’encontre du prêtre Gabriele-Arcangelo Biagioni. Il est interdit de tout ministère public. Il ne doit avoir aucun contact avec les mineurs ». Gabriele-Arcangelo Biagioni a informé l'archeveque de Poitiers qu'il avait commis des agressions sexuelles sur des mineurs lorsqu'il était au Brésil dans les années 90. Pascal Wintzer en a informé le parquet de Poitiers.

## Géographie
Le territoire diocésain s'étend sur les deux départements poitevins de la Vienne et des Deux-Sèvres qui avoisinent les 800 000 habitants. Celui-ci est constitué de trois villes principales : Niort, Poitiers et Châtellerault. La ville de Poitiers, siège épiscopal offre une longue tradition intellectuelle avec son université créée en 1431. Le diocèse a cependant des fondements ruraux et agricoles.
Le diocèse est frontalier de ceux de Luçon (Vendée), Angers (Maine-et-Loire), Tours (Indre-et-Loire), Bourges (Cher et Indre), Limoges (Haute-Vienne et Creuse), Angoulême (Charente) et La Rochelle et Saintes (Charente-Maritime et Saint-Pierre-et-Miquelon)

### Organisation territoriale
Depuis 2014, le diocèse est divisé en 28 paroisses.
- Département des Deux-Sèvres : paroisse Saint-Pierre et Saint-Paul de Niort, paroisse Saint Jean-Baptiste en Niortais, paroisse Sainte-Sabine en Niortais, paroisse Saint Louis-Marie Grignion de Montfort en Niortais, paroisse Saint-Léger en Saint-Maixentais, paroisse Saint-Junien en Mellois, paroisse Saint-Théophane Vénard en Thouarsais, paroisse Saint Hilaire en Bocage, paroisse Saint Jean-Paul II en Bocage, paroisse Saint-François d’Assise en Bocage,paroisse Saint-Jacques-en-Gâtine
- Département de la Vienne : paroisse de La Trinité de Poitiers, paroisse Sainte-Agnès de Poitiers, paroisse Saint-Jacques des Hauts-de-Poitiers, paroisse Bienheureuse-Marie-Louise de Poitiers, paroisse Saint-Jean-XXIII Poitiers-Nord, paroisse Saint-Martin en Poitou, paroisse Saint-Pierre II en Chauvinois, paroisse Sainte-Florence en Poitou, paroisse Sainte-Radegonde en Haut-Poitou, paroisse Sainte-Clotilde en Poitou, paroisse Saint-Roch de Châtellerault, paroisse Saint-Damien en Châtelleraudais, paroisse Sainte-Thérèse de l’Enfant Jésus en Châtelleraudais, paroisse Saint-André-Hubert-Fournet en Châtelleraudais, paroisse Saint-Jean-Charles-Cornay en Loudunais, paroisse Sainte-Jeanne-Elisabeth en Montmorillonnais, paroisse Saint-Sauveur en Civraisien

## Cathédrale et basiliques
La cathédrale Saint-Pierre de Poitiers est l'église cathédrale du diocèse. Elle a été élevée au rang de basilique mineure par le pape Pie X le 1er mars 1912.

L'autre basilique du diocèse est l'église Saint-Hilaire le Grand à Poitiers.

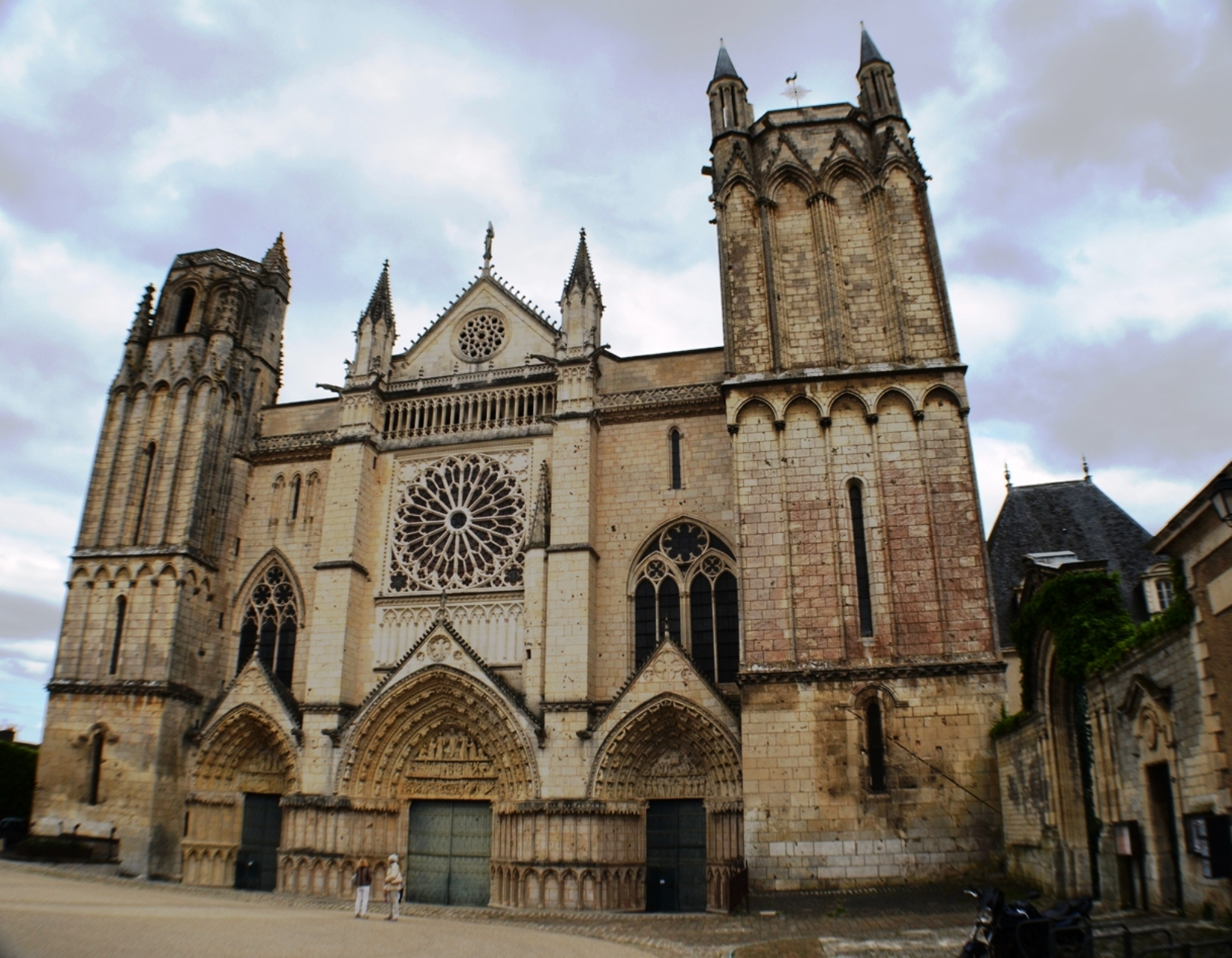
Cathédrale Saint-Pierre de Poitiers.
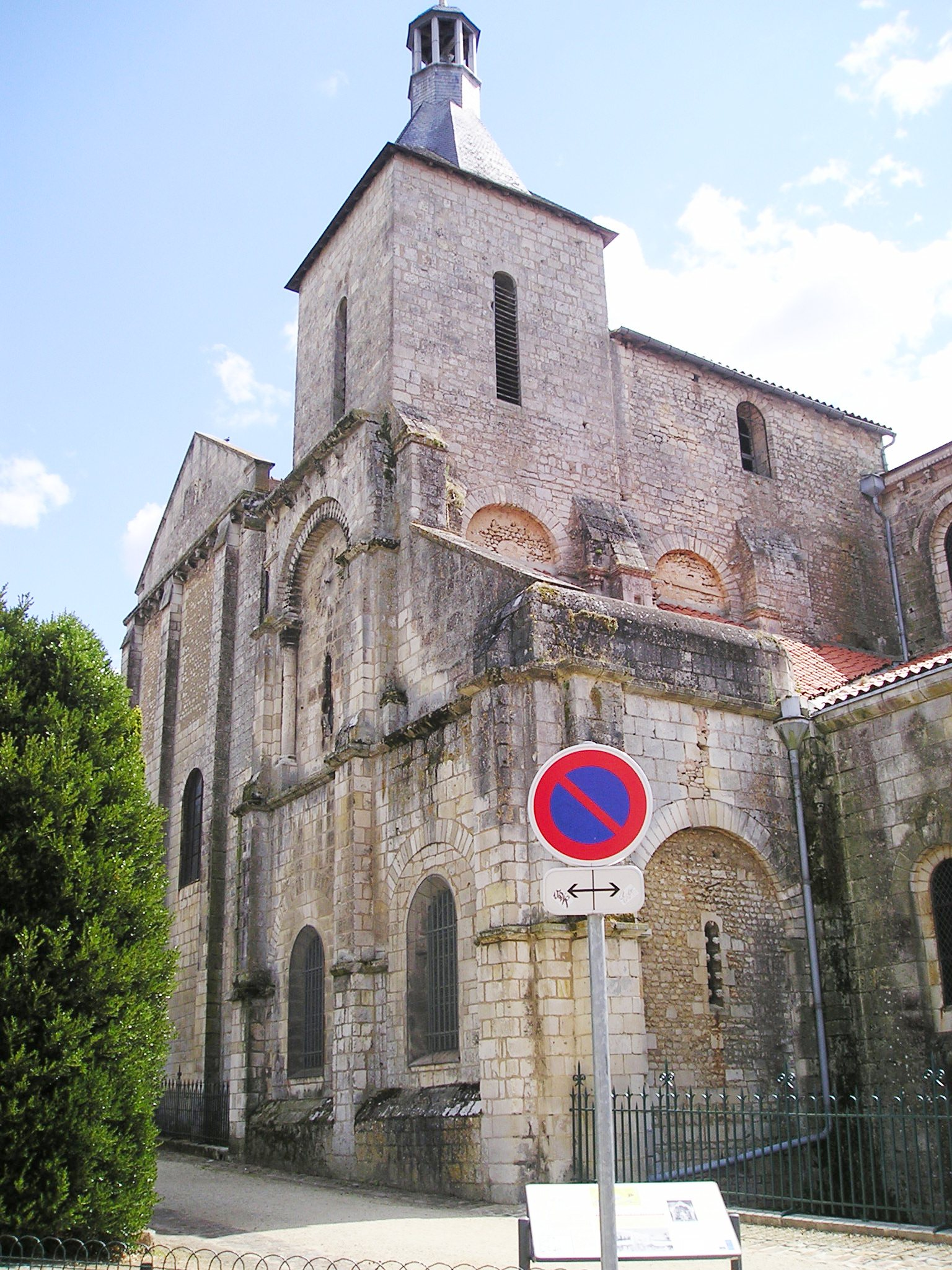
Basilique Saint-Hilaire le Grand de Poitiers.

## Églises
Le Poitou est une région où l'art roman s'est épanoui de façon plus importante que dans d'autres régions de France. Cet art a bénéficié de l'influence de l'architecture gallo-romaine, expliquant la présence d'édifices exceptionnels. Aussi, de façon plus discrète se distinguent des édifices d'art gothique, dont certains d'influence angevine. Au XIXe siècle, quelques églises sont élevées de manière assez académique afin de remplacer des églises jugées vétustes.

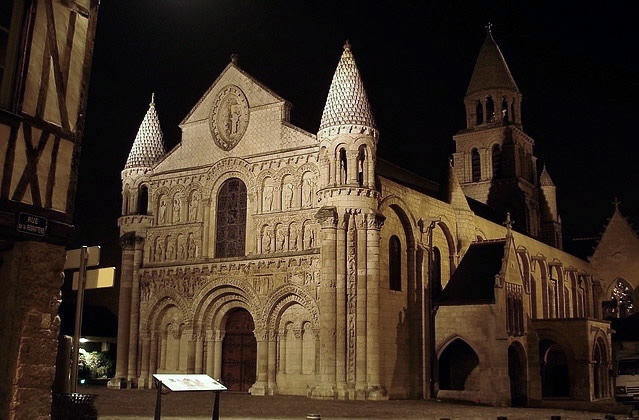
L'église Notre-Dame la Grande à Poitiers.
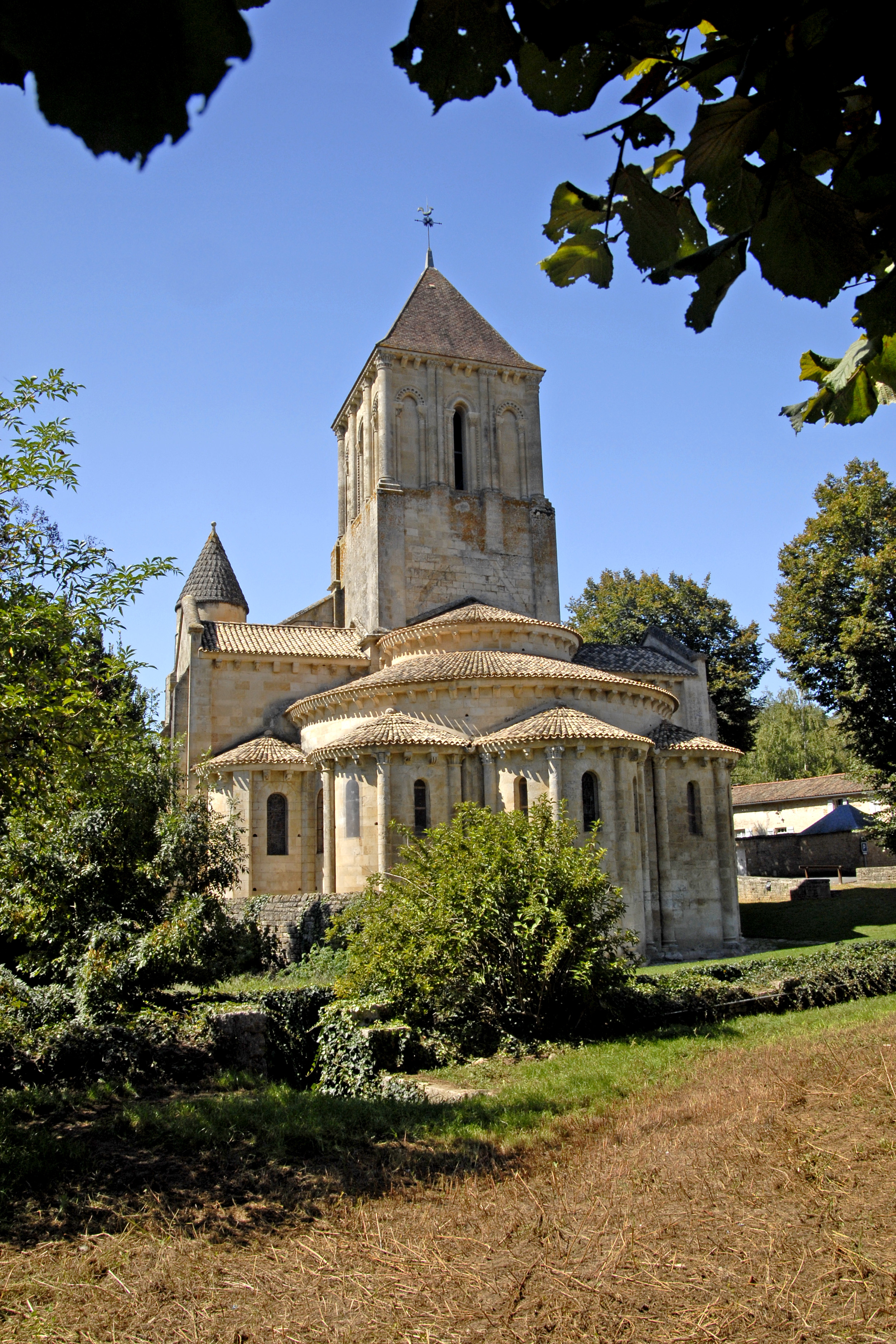
L'église Saint-Hilaire de Melle.
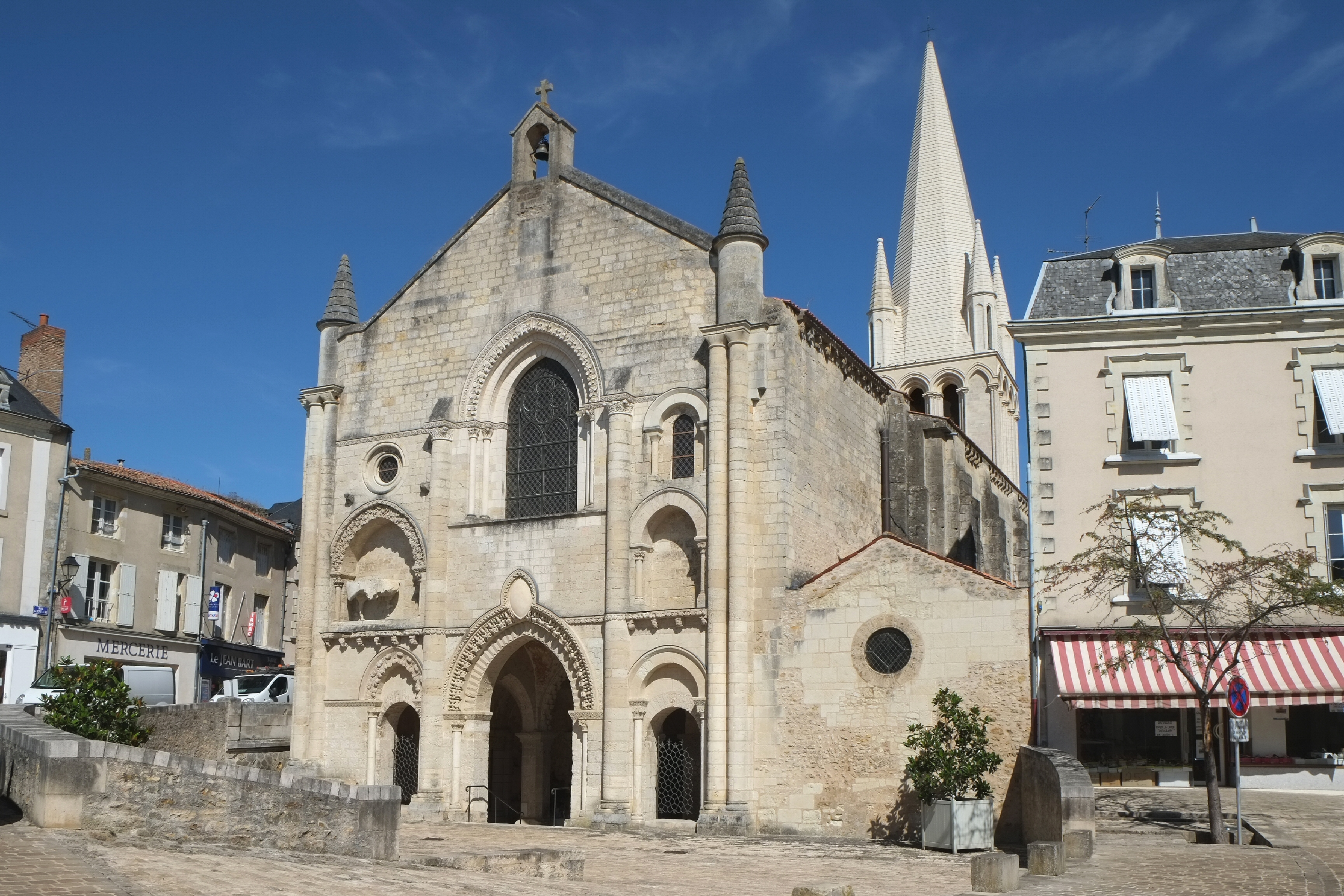
L'église abbatiale Saint-Pierre d'Airvault.
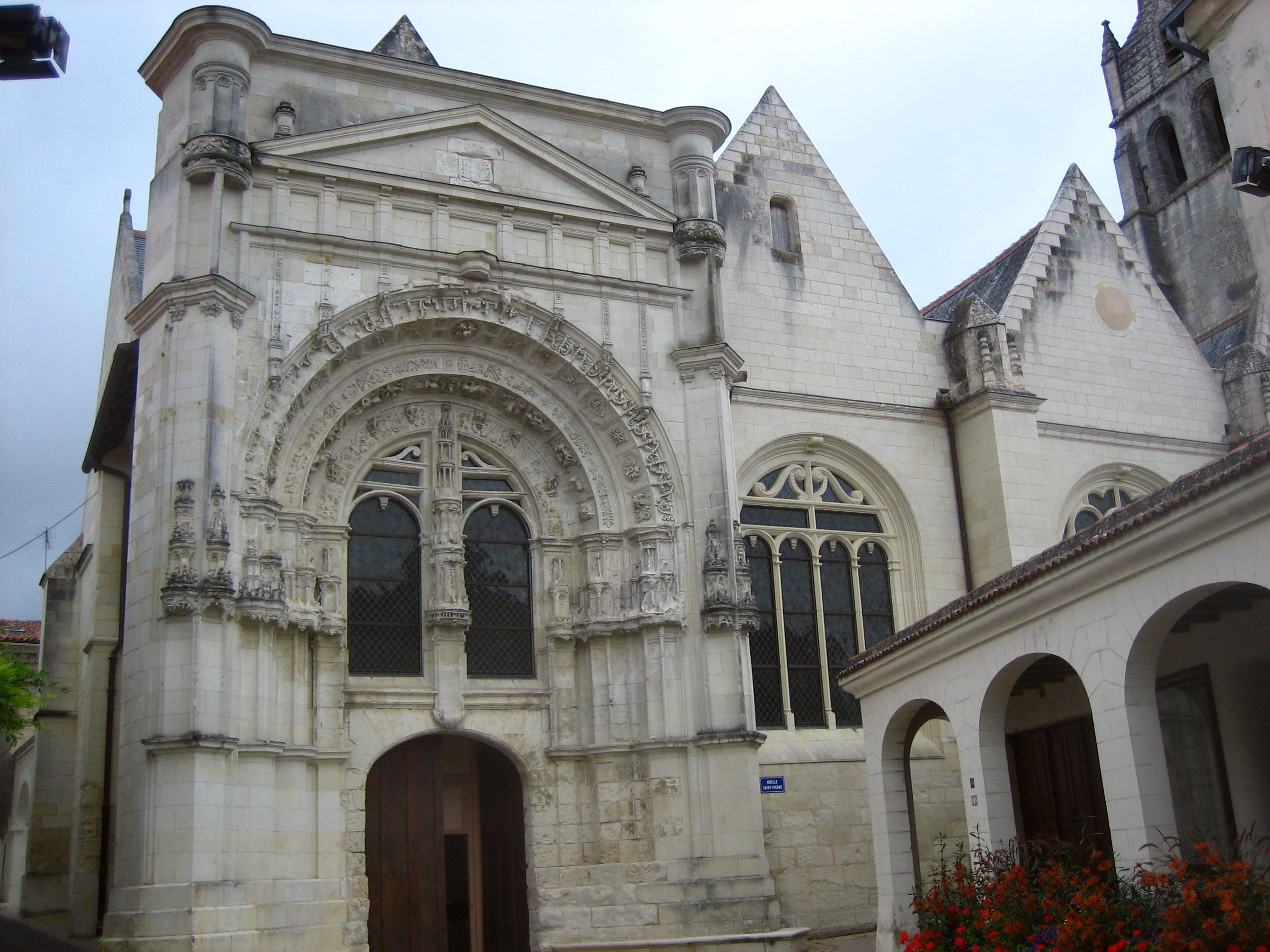
L'église Saint-Pierre du marché de Loudun.
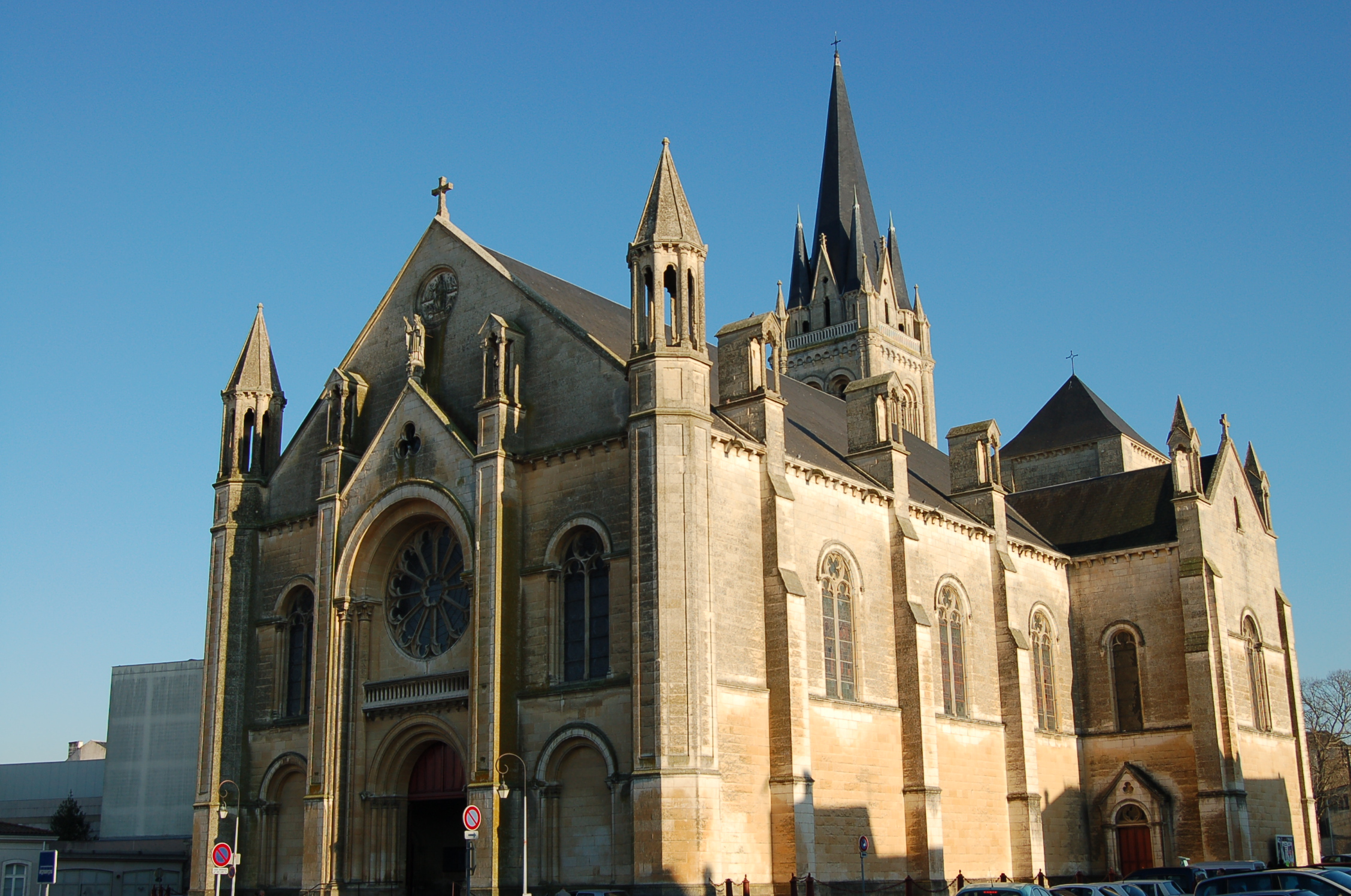
L'église Saint-Hilaire de Niort.

## Abbayes
De nombreuses abbayes ont été fondées dans le diocèse de Poitiers. Si certaines ont fermé, d'autres demeurent actives aujourd'hui.
Deux-Sèvres
- Abbaye Notre-Dame de Beauchêne (Cerizay), fondée par Pie IX et Louis-Édouard Pie, chanoines réguliers du Latran, en 1872.
- Abbaye Saint-Pierre d'Airvault (Airvault), augustine
- Abbaye de la Trinité de Mauléon (Mauléon), augustine
- Abbaye des Châteliers (Fomperron et Chantecorps), cistercienne
- Abbaye Notre-Dame de Chambon (Mauzé-Thouarsais), fondée vers 1212, bénédictine
- Abbaye Notre-Dame des Alleuds (Les Alleuds)
- Abbaye royale de Celles-sur-Belle (Celles-sur-Belle)
- Abbaye de Saint-Jean de Bonneval-lès-Thouars, fondée en 973, bénédictine
- Abbaye Saint-Jouin de Marnes (Saint-Jouin-de-Marnes), bénédictine
- Abbaye Saint-Maixent (Saint-Maixent l'École)

Vienne
- Abbaye de Montierneuf (Poitiers), bénédictine
- Abbaye Notre-Dame de l'Étoile (Archigny)
- Abbaye Notre-Dame de la Merci-Dieu (La Roche-Posay)
- Abbaye Notre-Dame du Pin (Béruges)
- Abbaye Notre-Dame de la Réau (Saint-Martin-l'Ars), augustine
- Abbaye Saint-Junien de Nouaillé-Maupertuis (Nouaillé-Maupertuis)
- Abbaye Saint-Benoît (Quinçay), aussi Sainte-Croix de la Cossonière, bénédictine
- Abbaye Saint-Cyprien (Poitiers)
- Abbaye Saint-Hilaire le Grand (Poitiers)
- Abbaye Saint-Martin (Ligugé), bénédictine
- Abbaye Saint-Sauveur (Charroux)
- Abbaye de Saint-Savin-sur-Gartempe (Saint-Savin), bénédictine
- Abbaye Sainte-Croix (Saint-Benoît)
- Abbaye de Bonnevaux

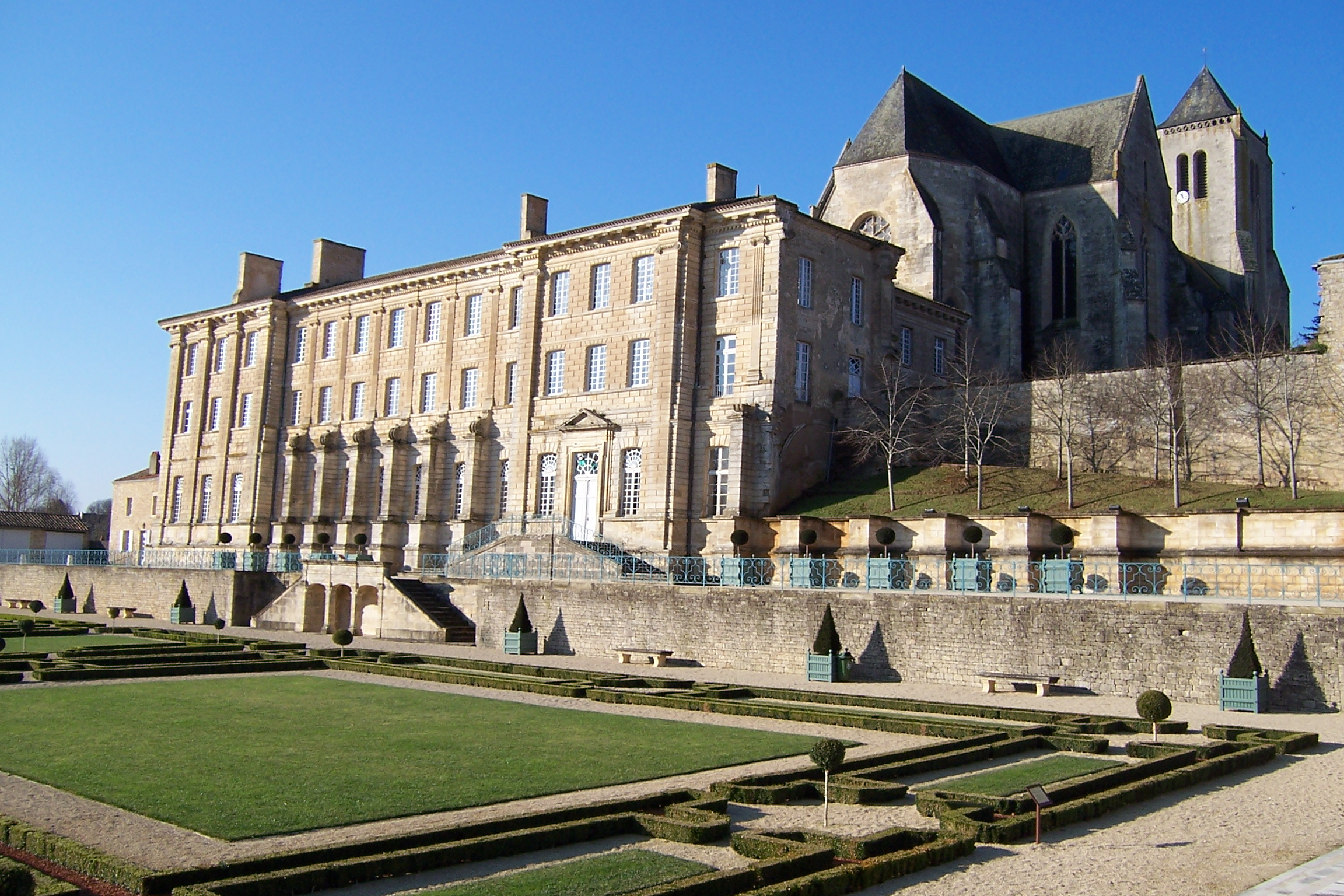
Abbaye royale de Celles-sur-Belle.
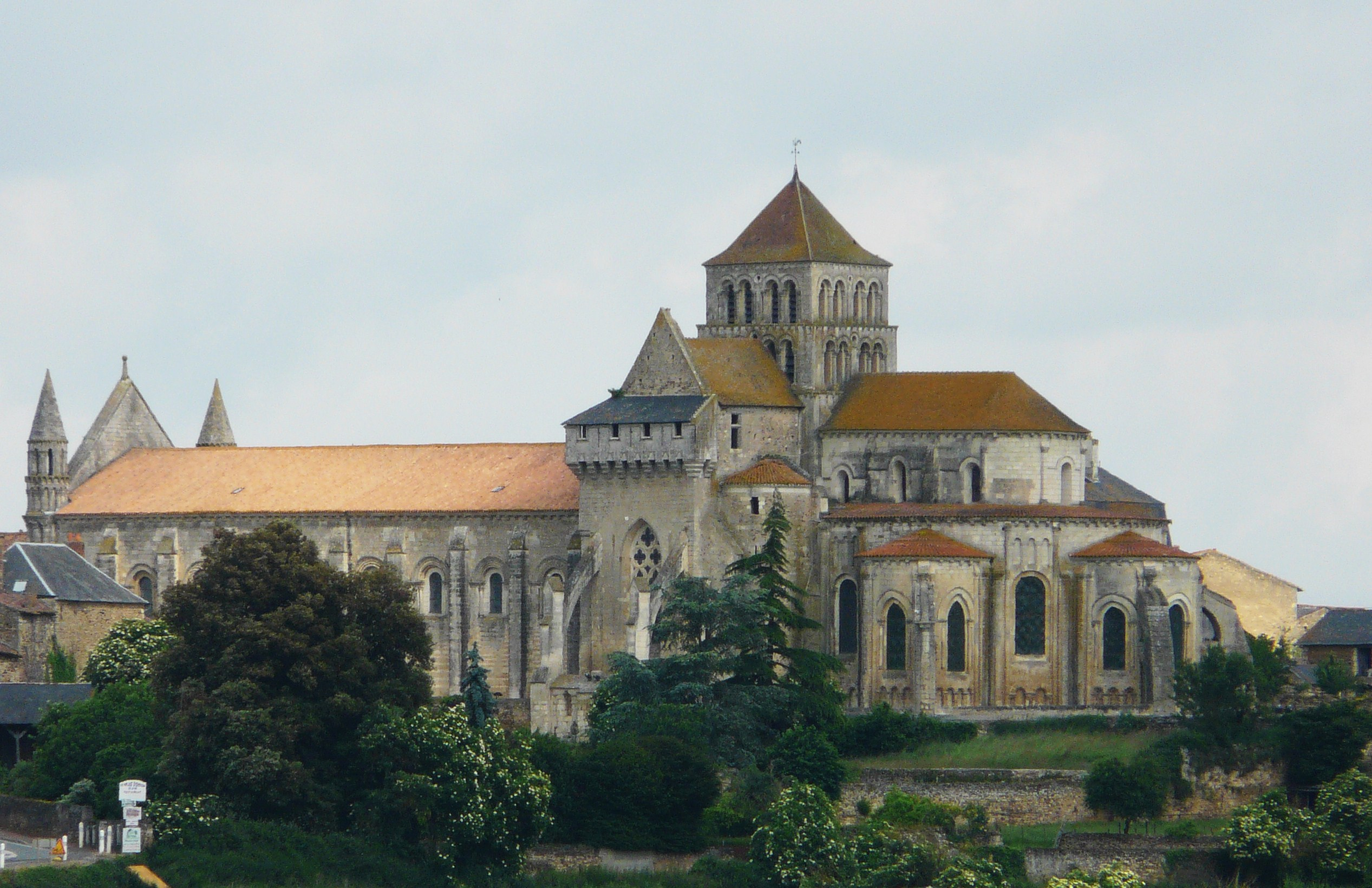
Abbaye Saint-Jouin de Marnes.
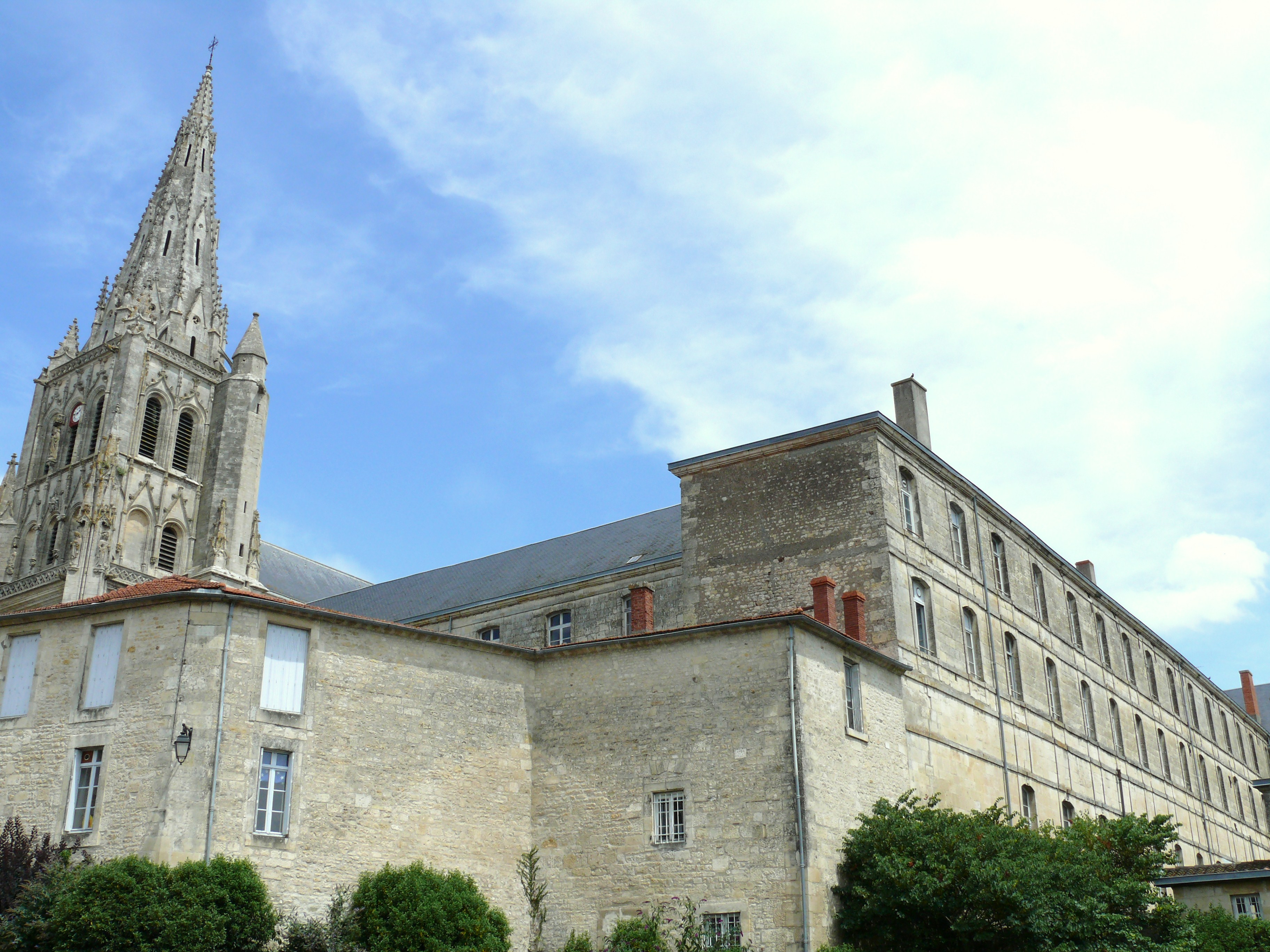
Abbaye de Saint-Maixent-l'École.
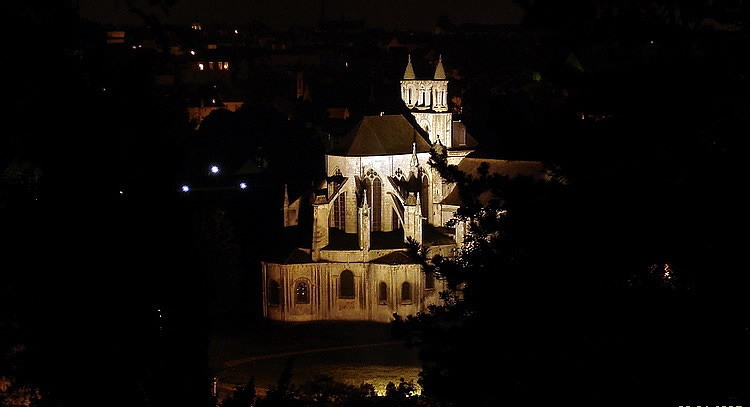
Abbaye Saint-Jean de Montierneuf à Poitiers.
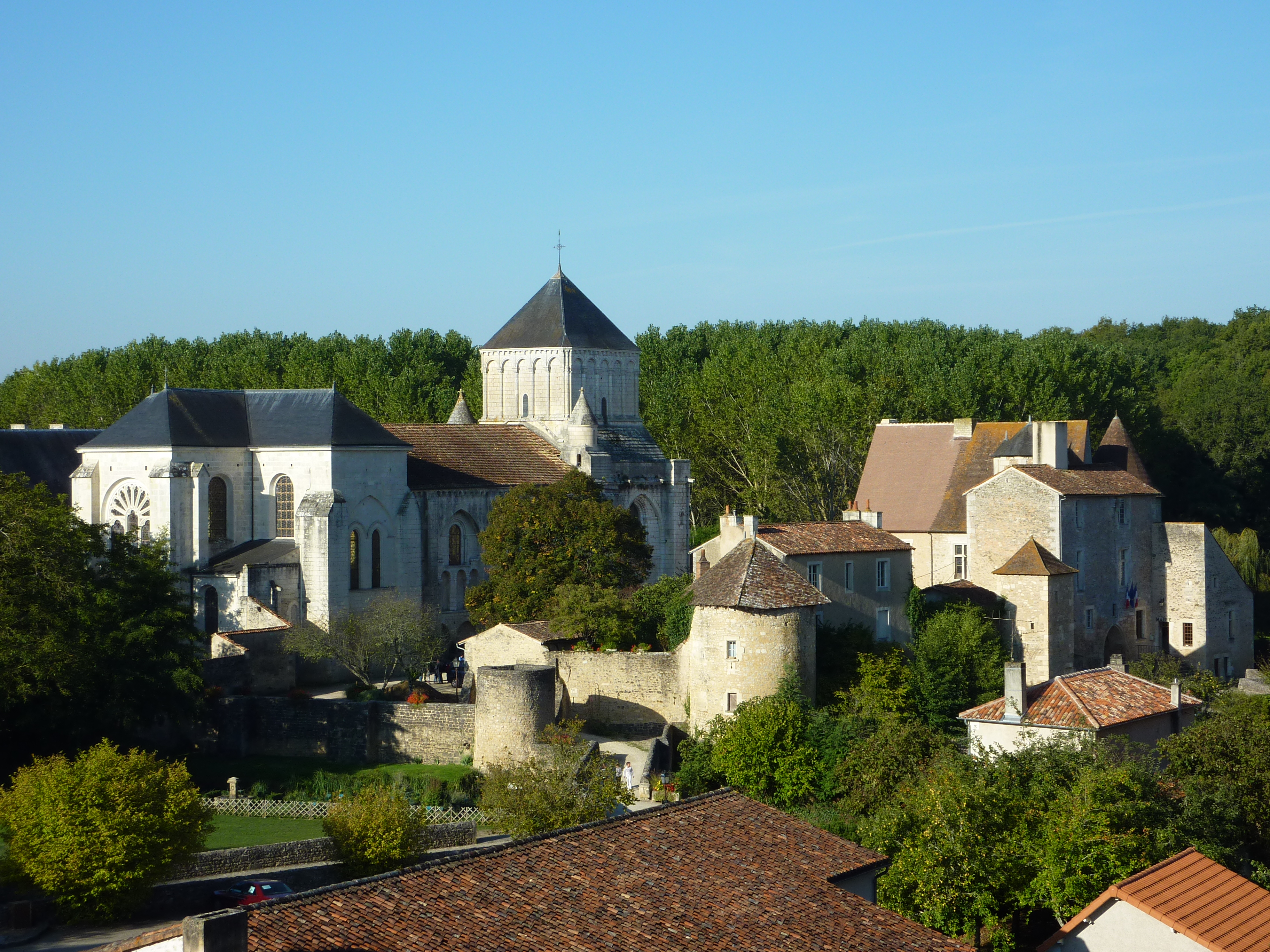
Abbaye Saint-Junien de Nouaillé-Maupertuis.
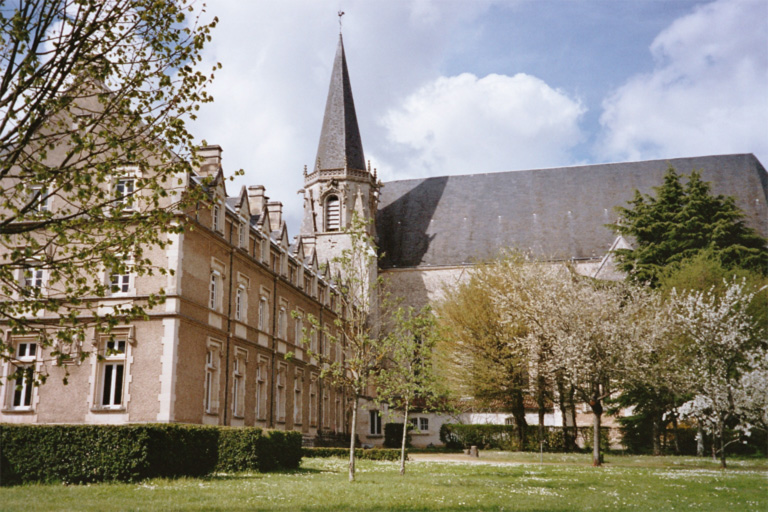
Abbaye Saint-Martin de Ligugé.

## Statistiques
En 2016, l'archidiocèse comptait 652731 baptisés sur une population de 801 601 personnes, correspondant à 81.4% du total.
| année | population | population | population | prêtres | prêtres   | prêtres   | prêtres                       | diacres | religieux | religieux | paroisses |
| année | baptisée   | totale     | %          | nomb    | séculiers | réguliers | nombre de baptisés par prêtre | diacres | hommes    | femmes    | paroisses |
| ----- | ---------- | ---------- | ---------- | ------- | --------- | --------- | ----------------------------- | ------- | --------- | --------- | --------- |
| 1950  | 580.000    | 613.487    | 94,5       | 792     | 666       | 126       | 732                           |         | 152       | 1.703     | 643       |
| 1970  | 632.000    | 666.718    | 94,8       | 729     | 606       | 123       | 866                           |         | 168       | 1.105     | 605       |
| 1980  | 665.000    | 698.000    | 95,3       | 543     | 456       | 87        | 1.224                         | 2       | 129       | 851       | 604       |
| 1990  | 693.000    | 716.000    | 96,8       | 437     | 379       | 58        | 1.585                         | 20      | 117       | 1.015     | 604       |
| 1999  | 672.610    | 725.942    | 92,7       | 314     | 300       | 14        | 2.142                         | 25      | 47        | 699       | 604       |
| 2000  | 670.000    | 744.342    | 90,0       | 306     | 294       | 12        | 2.189                         | 26      | 27        | 674       | 604       |
| 2001  | 669.000    | 743.416    | 90,0       | 303     | 290       | 13        | 2.207                         | 26      | 44        | 665       | 604       |
| 2002  | 669.000    | 743.411    | 90,0       | 291     | 279       | 12        | 2.298                         | 27      | 45        | 595       | 604       |
| 2003  | 670.000    | 743.417    | 90,1       | 277     | 268       | 9         | 2.418                         | 30      | 39        | 558       | 604       |
| 2004  | 670.000    | 743.417    | 90,1       | 297     | 261       | 36        | 2.255                         | 33      | 53        | 535       | 604       |
| 2013  | 670.000    | 790.900    | 84,7       | 223     | 198       | 25        | 3.004                         | 39      | 47        | 379       | 604       |
| 2016  | 652.731    | 801.601    | 81,4       | 181     | 171       | 10        | 3.606                         | 44      | 36        | 352       | 600       |